# Варнанема
Варнанема, Койваяярви — пресноводное озеро на территории Костомукшского городского округа Республики Карелии и области Кайнуу Республики Финляндии.

## Общие сведения
Площадь озера — 2,2 км². Располагается на высоте 203,1 метров над уровнем моря.
Форма озера лопастная, продолговатая: оно вытянуто с севера на юг. Берега каменисто-песчаные, преимущественно возвышенные.
Из озера вытекает водоток без названия, впадающий в озеро Каменное, из которого берёт начало река Каменная. Последняя впадает в озеро Нюк, из которого берёт начало река Растас, впадающая в реку Чирко-Кемь.
В озере расположено не менее семи безымянных островов различной площади.
Через юго-западный залив озера проходит государственная граница.
Код объекта в государственном водном реестре — 02020000911102000005469.